# Bitwa pod Radzyminem (1809)
Bitwa pod Radzyminem (1809) – starcie zbrojne, które miało miejsce 25 kwietnia 1809 roku. Działania militarne w okolicach Radzymina prowadzone były równolegle z działaniami gen. Michała Sokolnickiego w rejonie Twierdzy Praga od strony Grochowa, gdzie tego samego dnia została przeprowadzona skuteczna obrona Pragi.

## Przebieg bitwy
Nocą 24 kwietnia, Szwadron kawalerii z 3 pułku ułanów pod dowództwem Piotra Strzyżewskiego, batalion piechoty z 6-go pułku pod dowództwem Jana Kantego Juliana Sierawskiego oraz bateria artylerii konnej w sile dwóch armat, na rozkaz gen. Jana Henryka Dąbrowskiego przekroczyły Narew w Serocku i podjęły nocny marsz na Radzymin, zrywając austriackie pikiety, które zawiadomiły Austriaków stojących w Radzyminie. O świcie 25 kwietnia 1809 roku, polskie oddziały dotarły do Radzymina z dwóch stron i podjęły zsynchronizowany atak. Austriacy bronili się w mieście, lecz, po wycofaniu się kawalerii (huzarów), poddali się – wzięto do niewoli 2 bataliony z pułku Baillet z 37 oficerami.

## Znaczenie bitwy
Dla słabo uzbrojonych jednostek polskich była to okazja do dodatkowego dozbrojenia się. Bardziej znaczącym skutkiem zwycięstwa było odparcie jednostek austriackich i praktyczne fiasko pierwszej fazy manewru przekraczania Wisły na wschód. Efekt psychologiczny dla ludności Warszawy oraz spadek morale zakleszczonych w Warszawie, w związku ze służbą garnizonową, Austriaków jest dominującym punktem zwrotnym wojny 1809 roku. Kolejne zwycięstwo pod Ostrówkiem i uniemożliwienie przeprawy po moście łyżwowym zamknęło manewr austriacki niepowodzeniem, a tym samym otworzyło drogę do Galicji dla Wojska Polskiego.